# Poniente Almeriense
Poniente Almeriense és una comarca de la província d'Almeria, també anomenada anomenada "Mar de plastico" per estar coberta practicamente per la major zona d'hivernacles d'Europa. Està formada pels municipis de Roquetas de Mar, Vícar, La Mojonera, El Ejido, Adra, Dalías, Berja, Enix i Felix. Aquests municipis, especialment els quatre últims, poden considerar-se també part de l'Alpujarra almeriense, a causa de la seva localització en la Serra de Gádor. Es troba en el sud-oest de la província d'Almeria, limitant al nord amb la Serra de Gádor, amb el mar d'Alborán (Mediterrani) al sud, a l'est amb Almería capital i el Golf d'Almería i a l'oest amb el municipi d'Albuñol (província de Granada).

## Economia
L'activitat principal és l'agricultura, sent aquesta comarca coneguda com "l'horta d'Europa", sobre aquest s'ha desenvolupat un gran nombre d'empreses d'indústria auxiliar per al sector, centres de manipulat, d'investigació, plàstics, llavors,... El turisme és un sector molt important, destacant les localitats de Roquetas de Mar, Aguadulce (Roquetas de Mar), Almerimar (El Ejido), Adra i L'Envia (Vícar).

## Demografia

Municipis que formen el Poniente Almeriense

La comarca es divideix en els següents municipis, segons l'INE (Institut Nacional d'Estadística), les dades de població referits a 2017, són els següents:
| Municipios      | Pob. (2017) |
| --------------- | ----------- |
| Roquetas de Mar | 93.363      |
| El Ejido        | 88.096      |
| Vícar           | 25.149      |
| Adra            | 24.697      |
| Berja           | 12.331      |
| La Mojonera     | 8.717       |
| Dalías          | 3.986       |
| Balanegra       | 2.939       |
| Felix           | 661         |
| Enix            | 434         |

És la comarca més poblada de la província d'Almería, aquesta formada per nombrosos nuclis de població entre els quals cap destacar els següents: 
| Entitat de Població                              | Pob. (2006) |
| ------------------------------------------------ | ----------- |
| Aguadulce (Roquetas de Mar)                      | 12.801      |
| Santa María del Águila (El Ejido)                | 8.778       |
| La Gangosa - Vistasol (Vícar)                    | 7.479       |
| Campillo del Moro (Roquetas de Mar)              | 7.189       |
| Las Norias de Daza (El Ejido)                    | 6.964       |
| El Parador de las Hortichuelas (Roquetas de Mar) | 5.868       |
| Puebla de Vícar (Vícar)                          | 4.304       |
| Las Cabañuelas (Vícar)                           | 3.847       |
| Balerma (El Ejido)                               | 3.866       |
| Almerimar (El Ejido)                             | 3.617       |
| Urbanización de Roquetas (Roquetas de Mar)       | 2.959       |
| Puente del Rio (Adra)                            | 1.805       |
| La Curva (Adra)                                  | 1.712       |
| Celín (Dalías)                                   | 500         |